# Andrewsiphius sloani
L'andrewsifio (Andrewsiphius sloani) è un cetaceo estinto, appartenente agli archeoceti. Visse nell'Eocene inferiore - medio (Ypresiano - Luteziano, circa 48 - 42 milioni di anni fa) e i suoi resti fossili sono stati ritrovati in India e in Pakistan.

## Descrizione
Questo animale era vagamente simile a una grossa lontra dal cranio estremamente allungato. Andrewsiphius era quasi identico a Kutchicetus, un altro cetaceo arcaico vissuto più o meno nello stesso periodo, ma leggermente più piccolo. Questi due animali condividono alcune caratteristiche che li distinguono dalle altre forme simili (i remingtonocetidi): un muso allungato, più alto che largo, forami presenti sulla punta del muso che suggeriscono la presenza di vibrisse, occhi posti dorsalmente nei pressi della linea mediana del cranio (che conferiva a questi animali l'aspetto di "coccodrilli mammaliani"), e una cresta sagittale molto grande che sovrastava la parte posteriore del cranio. Andrewsiphius si distingueva da Kutchicetus per altre caratteristiche: il secondo e terzo premolare superiore, come tutti i premolari inferiori, erano a doppia radice (mentre in Kutchicetus erano a radice singola), erano presenti grandi diastemi (spazi tra i denti) e le vertebre caudali erano più robuste (Thewissen e Bajpai, 2009). Andrewsiphius, rispetto ad altri remingtonocetidi come Remingtonocetus e Dalanistes, era più piccolo e possedeva inoltre un rostro più stretto, premolari più piccoli e diastemi più ampi (Gingerich et al., 2001).

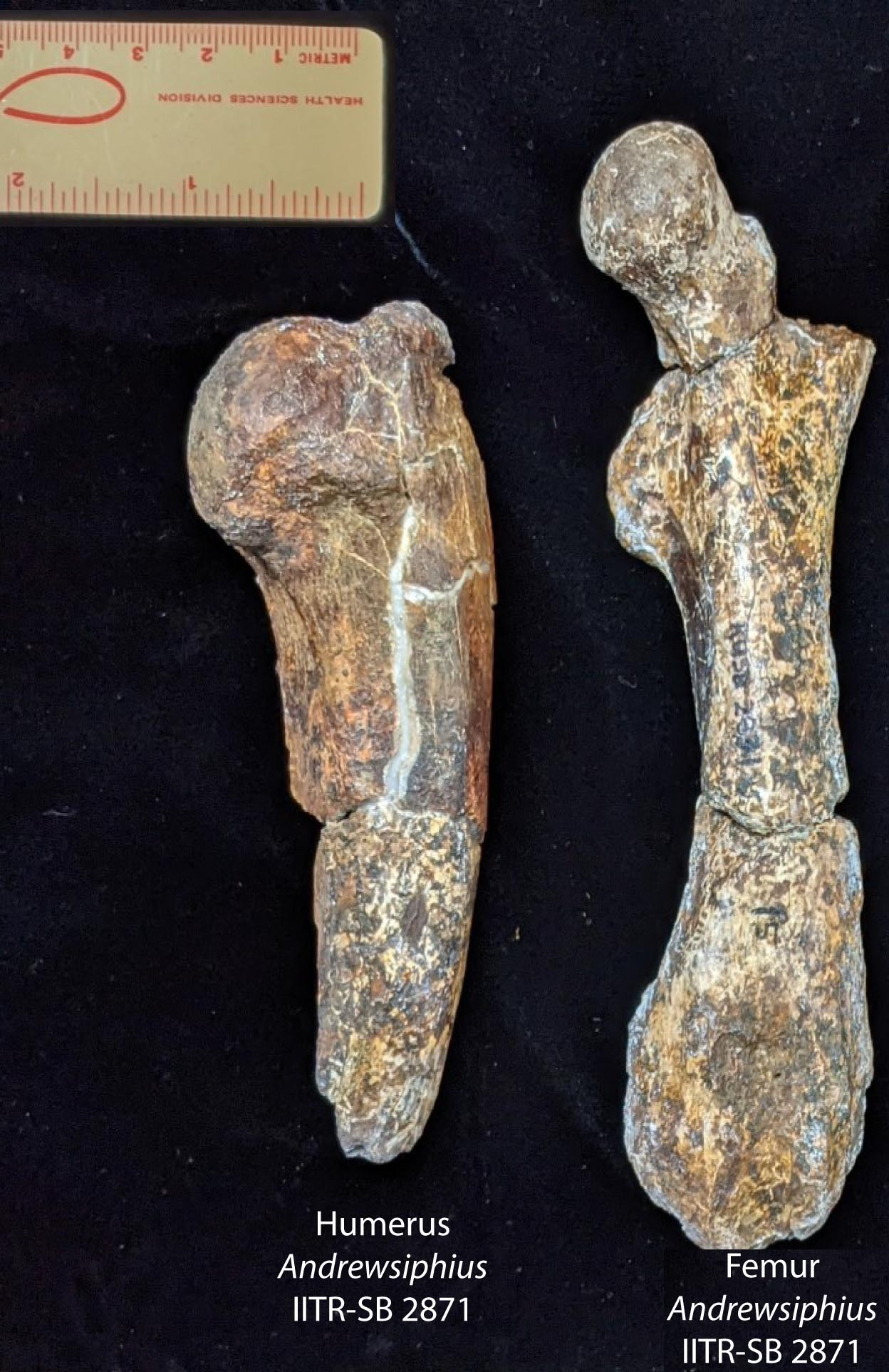
Omero e femore di Andrewsiphius

## Classificazione
Il primo esemplare noto di questo animale venne ritrovato in India e descritto nel 1972 da Sahni e Mishra, che attribuirono i frammenti mandibolari a una nuova specie di Protocetus, P. sloani. Tre anni dopo, gli stessi autori descrissero due nuove specie, Andrewsiphius kutchensis e A. minor, basate su materiale ritrovato in precedenza e altri frammenti mandibolari. Altri ricercatori, in seguito, hanno interpretato gli stessi frammenti mandibolari come appartenenti a Remngotnocetus. Solo nel 2001, uno studio di Gingerich e colleghi interpretò questi frammenti come frammenti di mascelle, e non mandibole, e determinò che la "confluenza anteriore dei canali mandibolari" descritta da Sahni e Mishra era in realtà costituita dai passaggi delle narici. Lo studio di Gingerich e colleghi determinò inoltre che le variazioni di taglia tra le specie proposte da Sahni e Mishra erano riconducibili alla normale variazione per una singola specie, e quindi i vari esemplari vennero attribuiti tutti a una sola specie, A. sloani.
Nello stesso studio, Gingerich e colleghi hanno messo in luce notevoli somiglianze tra Andrewsiphius e Kutchicetus, i cui fossili sono stati ritrovati nella stessa località, tanto da attribuire quest'ultimo alla specie A. sloani. Altri autori, tuttavia, hanno successivamente riconosciuto le due specie distinte, anche a livello generico, ma abbastanza simili da essere incluse in una sottofamiglia distinta, Andrewsiphiinae (Thewissen e Bajpai, 2009).